# Tributação em cascata
Tributação em cascata ocorre quando um produto ou serviço é tributado mais de uma vez pelo mesmo ida que atravessa vários estágios da cadeia de produção-distribuição, por exemplo, do estágio de produção até o estágio de varejo.
Um imposto clássico que dá origem à tributação em cascata é o imposto plurifásico de transações. Com esse imposto, toda transação de venda é tributada, possivelmente a alíquotas específicas para cada estágio ou transação, ou ambos. Assim, poderia ser cobrado um imposto de x por cento sobre a venda de borracha e de y por cento sobre a venda de pneus. Como o valor da borracha é incorporado ao valor dos pneus, a borracha é tributada duas vezes, Pode, na verdade, ser tributada diversas vezes, como seria o caso, se, por exemplo, as vendas do atacadista de pneus que os compra do produtor também estivessem sujeitas a um imposto de z por cento. Em vista disso, é fácil entender que, no momento que um produto ou serviço tributado atinge o consumidor final, a carga efetiva de um imposto em cascata sobre esse produto ou serviço pode ser muito mais alta que a alíquota nominal explicitamente aplicada no estágio em que o consumidor faz sua compra. Em outras palavras, mesmo que um produto ou serviço seja isento de tributação no estágio de varejo, pode muito bem suceder que seu preço inclua elementos tributários resultantes de impostos cobrados em estágios anteriores sobre os vários insumos usados em sua produção. Portanto, a carga efetiva de um imposto em cascata frequentemente está oculta do consumidor.
Um imposto em cascata é universalmente considerado indesejável, pois ao onerar transações em estágios anteriores ao estágio de consumo final provoca distorções econômicas mais graves do que um imposto cobrado somente sobre o consumo final, como um imposto sobre o vendas a varejo, ou um imposto sobre o valor agregado (IVA) de base ampla incidente também sobre o estágio de varejo. Há, porém, vários mecanismos que podem aliviar a extensão do efeito cascata, sem contar a substituição do imposto que provoca o efeito de cascata por outro que não provoque esse efeito.  
Dois bons exemplos de tributação em cascata, no sistema tributário brasileiro, ocorrem na tributação das contribuições do PIS e da COFINS. Os referidos tributos são cobrados a 3,65% da receita bruta. Este percentual é pago a cada venda que se realiza, seja na etapa de fabricação ou comercialização de um certo produto. E os 3,65% não são calculados sobre o valor agregado (adicionado) em cada operação, mas sim sobre o total da receita. Desta forma, se determinada matéria-prima passa por várias empresas diferentes durante a etapa de fabricação ou comercialização até o consumidor final, ela será tributada a 3,65% em todas as etapas. E a cada etapa, a base de cálculo do PIS e da COFINS tende a incluir as contribuições já cobradas na fase anterior, um vez que esses custos tributários costumam ser repassados.  
O efeito cascata na tributação se assemelha muito ao conceito de cumulatividade. A Constituição Brasileira de 1988 estabelece que o imposto estadual ICMS e o imposto federal IPI serão não-cumulativos, compensando-se o que for devido em cada operação com o montante cobrado nas anteriores, também estabelece no inciso I do artigo 154, que: A União poderá instituir:
I - mediante lei complementar, impostos não previstos no artigo anterior, desde que sejam não-cumulativos e não tenham fato gerador ou base de cálculo próprios dos discriminados nesta Constituição;